# بررسی اقتصادی اروپا
بررسی اقتصادی اروپا (انگلیسی: European Economic Review) یک ژورنال دانشگاهی داوری همتا است که پژوهش‌های انجام شده در زمینهٔ علم اقتصاد را منتشر می‌نماید. این نشریه در سال ۱۹۶۹ بنیان‌گذاری شده است.